# Bouquet Garni (álbum)
Bouquet Garni es un álbum con sonido directo realizado en colaboración entre cuatro jóvenes grupos flamencos de música con raigambre tradicional: Laïs, Ambrozijn, Fluxus y De Cauter; proyecto para el que las cuatro bandas adoptaron el nombre común de Bouquet Garni.
Fue grabado en noviembre de 1998 para la Radio 2 belga; y publicado el 21 de marzo de 2000.

## Lista de canciones
1. Zeven steken (letra: tradicional flamenca, música: Jorunn Bauweraerts, arreglos: Laïs y Ambrozijn)
2. Ondeval-pieds légers (instrumental, música: Greet Garriau y Wim Claeys)
3. Musette wals voor doedelzak (instrumental, música: Dirk Veulemans, arreglos: Bouquet Garni)
4. Belle qui tiens ma vie (letra y música: tradicional francesa, arreglos: Laïs y Ludo Vandeau)
5. Scarlatti (instrumental, música: Myrddin de Cauter)
6. Heen en weer (letra y música: Tom Theuns)
7. Malpertuis (instrumental, música: Koen Garriau y Myrddin de Cauter)
8. Musette (instrumental, música: Moonen)
9. Le ballet des cœurs (letra y música: tradicional francesa, arreglos: Bouquet Garni)
10. Reel à François (letra: tradicional escocesa, música: Wouter Vandenabeele)

- Datos: Q5732859